# Corymbia gummifera

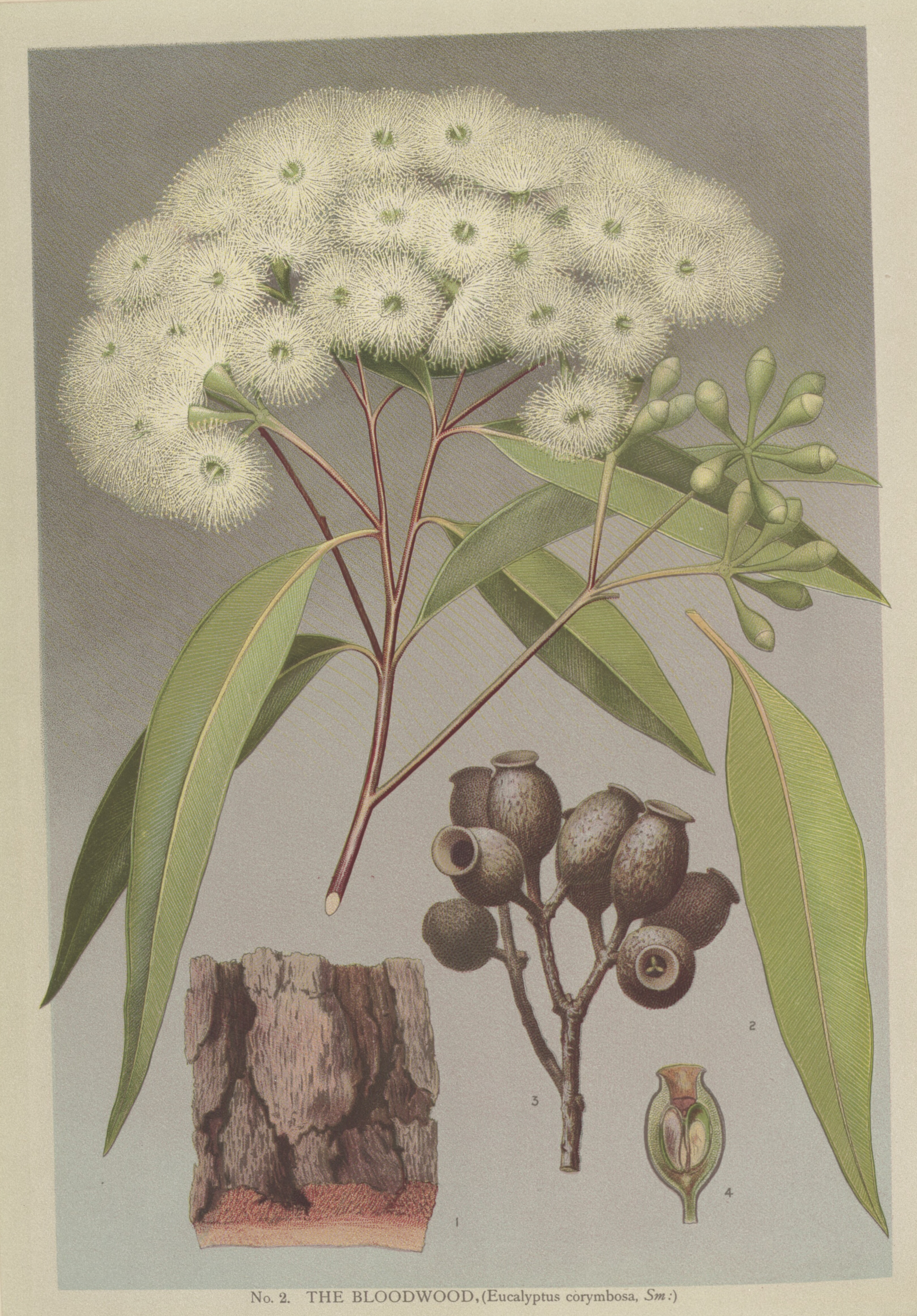
Illustration

Corymbia gummifera ist eine Pflanzenart aus der Gattung Corymbia innerhalb der Familie der Myrtengewächse (Myrtaceae). Sie kommt an der Ostküste Australiens, vom südöstlichen Queensland bis zum östlichen Victoria vor und wird dort „Red Bloodwood“ genannt.

## Beschreibung

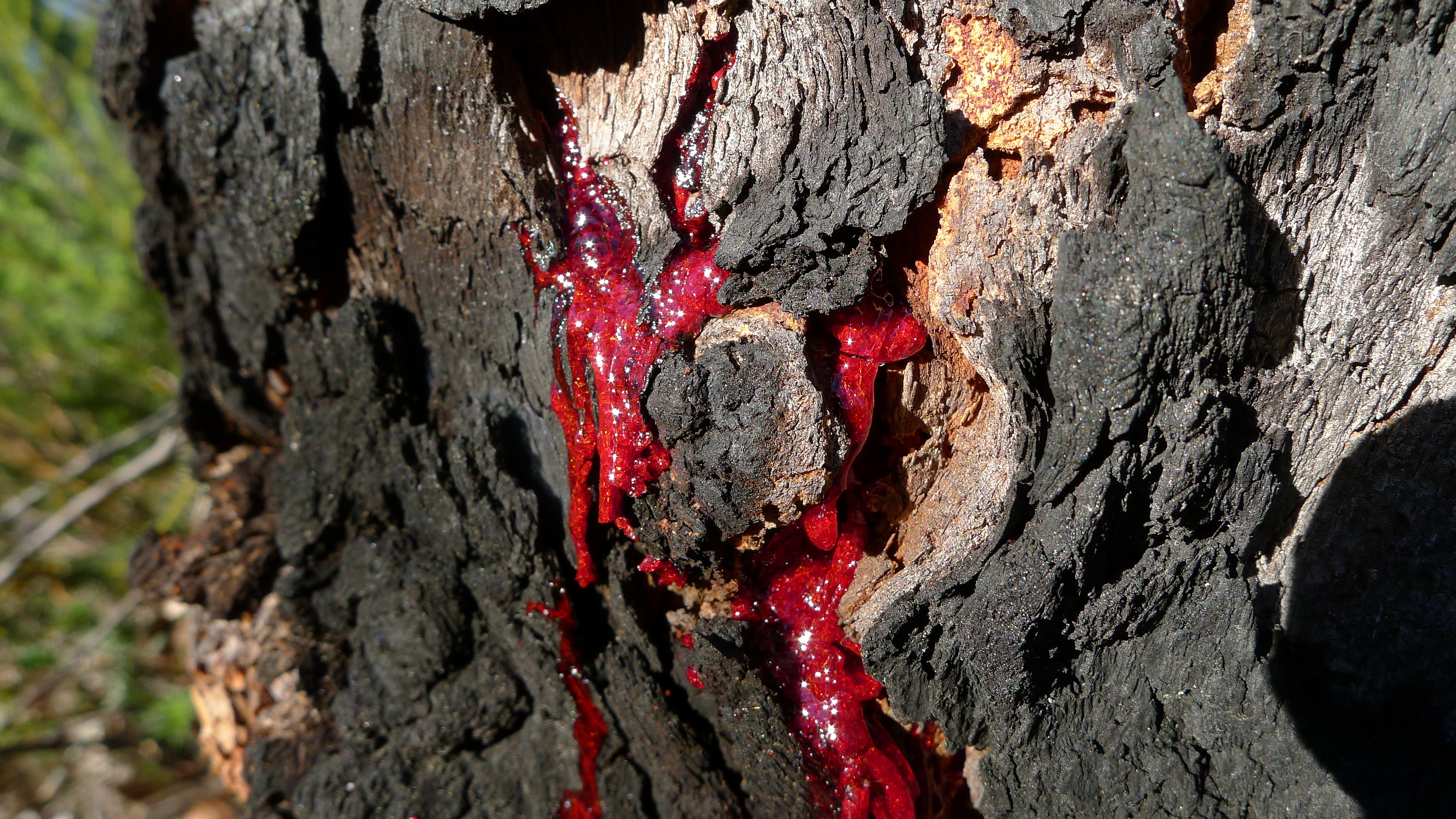
„Blutender“ Stamm mit rotem Kino

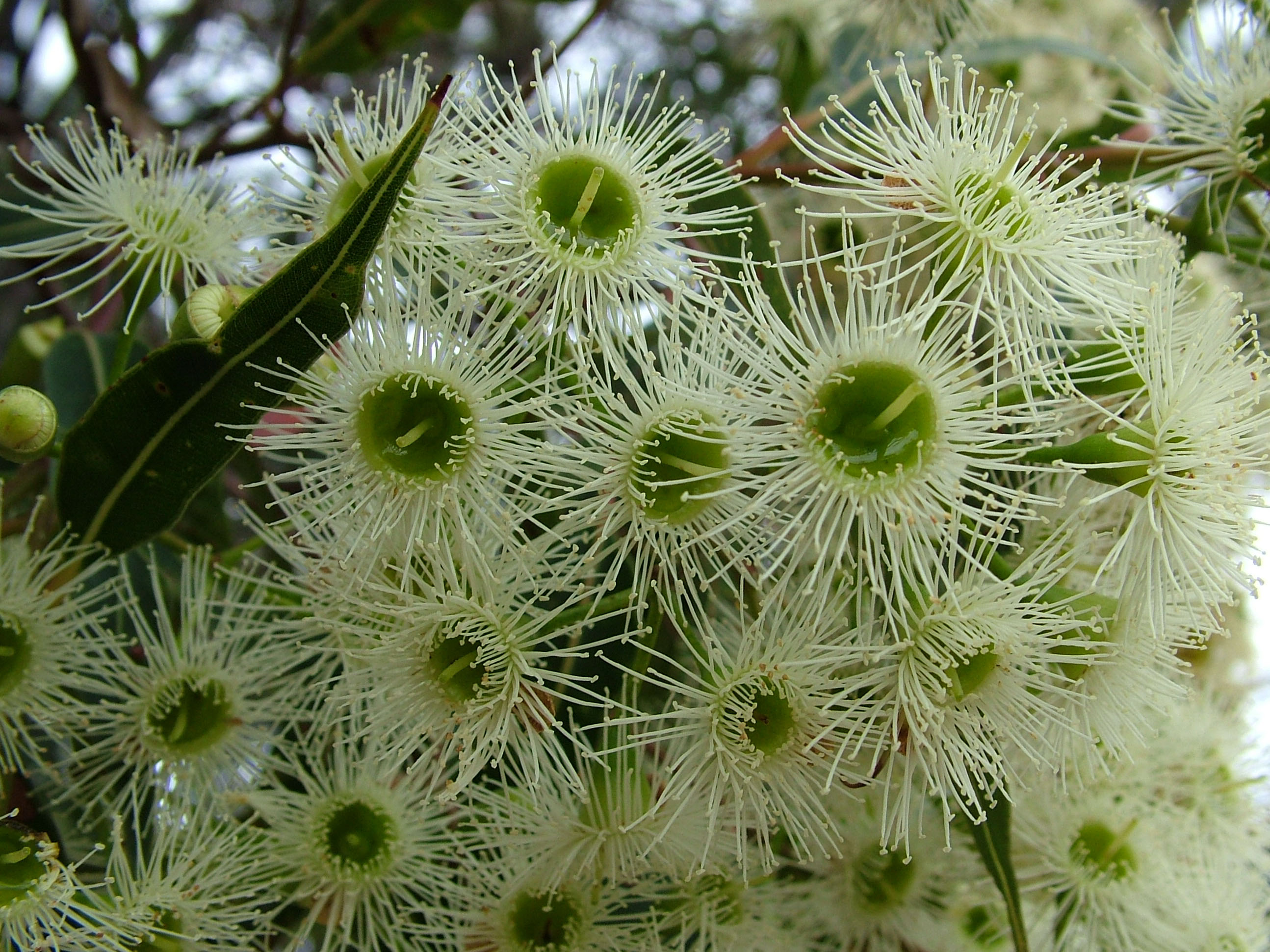
Ausschnitt eines Blütenstandes

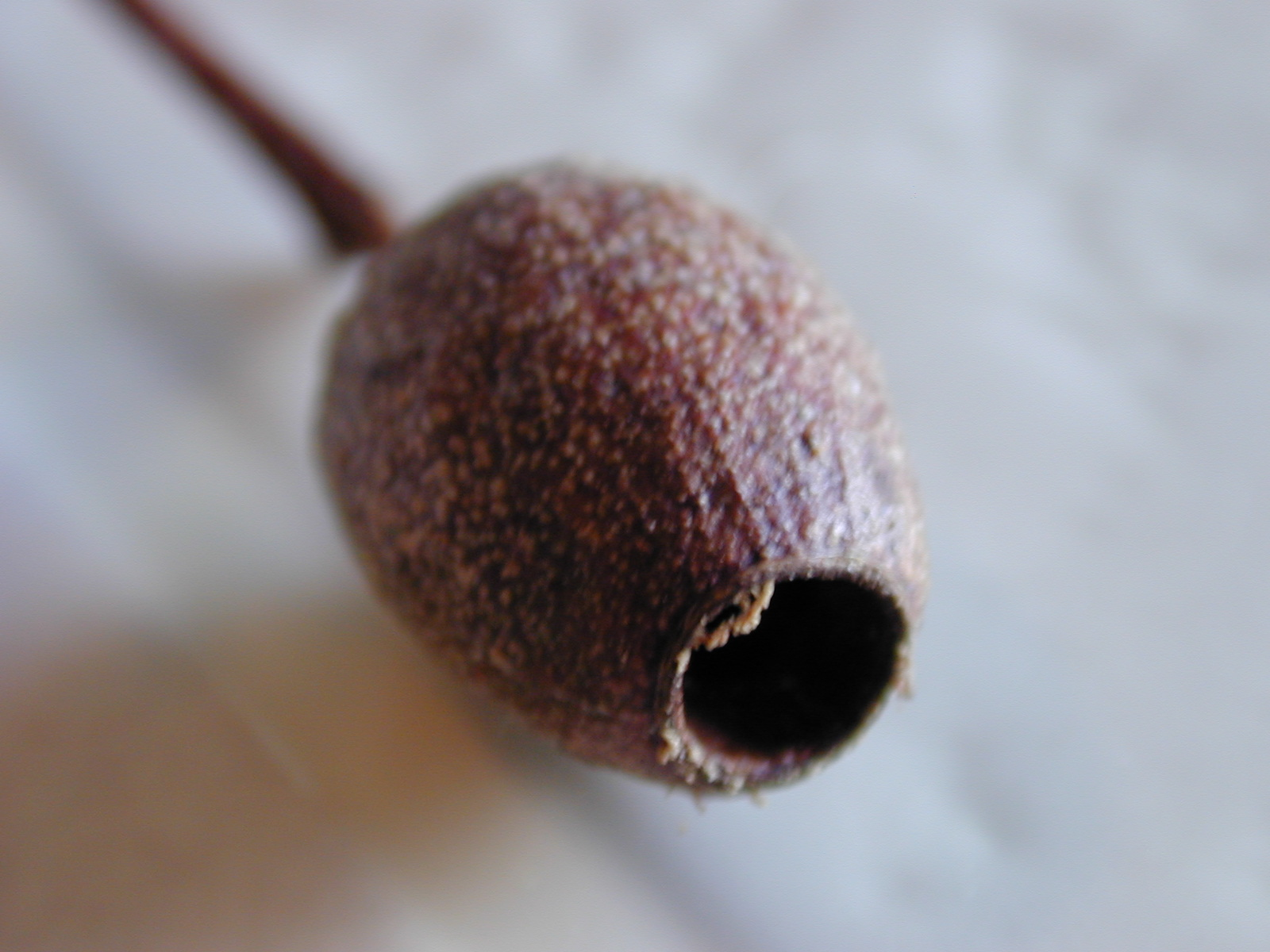
Frucht

### Erscheinungsbild und Blatt
Corymbia gummifera wächst als Baum, der Wuchshöhen bis über 35 Metern, selten bis über 50 Metern erreicht. Die Borke verbleibt an den kleineren Ästen oder auch am gesamten Baum, ist schachbrettartig und matt rotbraun bis grau-braun. An den oberen Teilen des Baumes ist sie cremeweiß bis graun-braun und schält sich in kurzen Bändern. Die kleinen Zweige besitzen eine grüne Rinde. Im Mark sind Öldrüsen vorhanden, in der Borke nicht. Der Stammdurchmesser erreicht über 2 Meter, selten bis über 5 Meter.
Bei Corymbia gummifera liegt Heterophyllie vor. Die Laubblätter sind immer in Blattstiel und -spreite gegliedert. Die Blattspreite an jungen Exemplaren ist ei- bis kreisförmig oder auch lanzettlich bis breit-lanzettlich und besitzt einfache Haare und steife Drüsenhaare. An mittelalten Exemplaren ist die Blattspreite bei einer Länge von etwa 20 Zentimetern und einer Breite von etwa 0,7 Zentimetern lanzettlich bis breit-lanzettlich, gerade, ganzrandig und glänzend dunkelgrün. Der Blattstiel an erwachsenen Exemplaren ist bei einer Länge von 10 bis 23 mm schmal abgeflacht oder kanalförmig. Die Blattspreite an erwachsenen Exemplaren kann dünn oder auch relativ dick sein, ist bei einer Länge von 10 bis 16 Zentimetern und einer Breite von 2 bis 4 Zentimetern lanzettlich bis breit-lanzettlich, manchmal gebogen, mit sich verjüngender oder runder Spreitenbasis und spitzem oder bespitztem oberen Ende. Ihre Blattober- und -unterseite ist unterschiedlich glänzend oder matt grün. Die kaum erkennbaren Seitennerven gehen in geringen Abständen in einem stumpfen Winkel vom Mittelnerv ab. Auf jeder Blatthälfte gibt es einen ausgeprägten, durchgängigen, sogenannten Intramarginalnerv; er verläuft in geringem Abstand am Blattrand entlang. Die Keimblätter (Kotyledonen) sind fast kreisförmig.

### Blütenstand und Blüte
Endständig auf einem bei einer Länge von 17 bis 30 mm im Querschnitt stielrunden Blütenstandsschaft steht ein zusammengesetzter Blütenstand, der aus doldigen Teilblütenständen mit jeweils etwa sieben Blüten besteht. Der Blütenstiel ist bei einer Länge von 9 bis 14 mm im Querschnitt stielrund.
Die nicht blau-grün bemehlt oder bereifte Blütenknospe ist bei einer Länge von 9 bis 11 mm und einem Durchmesser von 5 bis 6 mm keulen- oder birnenförmig. Die Kelchblätter bilden eine Calyptra, die bis zur Blüte (Anthese) erhalten bleibt. Die glatte Calyptra ist halbkugelig oder konisch sowie leicht schnabelförmig, kürzer als der glatte Blütenbecher (Hypanthium) und so breit wie dieser. Die Blüten sind weiß oder cremefarben.

### Frucht und Samen
Die gestielte Frucht ist bei einer Länge von 12 bis 20 mm und einem Durchmesser von 5 bis 6 mm urnenförmig und drei- bis vierfächerig. Der Diskus ist eingedrückt, die Fruchtfächer sind eingeschlossen.
Der regelmäßige und seitlich abgeflachte, kahnförmige Samen besitzt eine netzartige, matte bis seidenmatte, rotbraune Samenschale. Das Hilum befindet sich am oberen Ende des Samens.

## Vorkommen
Das natürliche Verbreitungsgebiet von Corymbia gummifera ist die Ostküste Australiens vom Südosten Queenslands bis zum äußersten Osten Victorias, sowie das westlich daran angrenzende Tafelland im Osten und Nordosten von New South Wales.
Corymbia gummifera gedeiht vorherrschend in trockenen Hartlaubwäldern oder lichtem Wald auf sandigen oder Sandsteinböden mit geringem Nährstoffgehalt.

## Taxonomie
Die Erstveröffentlichung erfolgte 1788 durch Joseph Gärtner unter dem Namen (Basionym) Meterosideros gummifera Gaertn. in De Fructibus et Seminibus Plantarum, Volume 1, S. 170, Tafel 34, Figur 1. Das Typusmaterial weist die Beschriftung ex herbario Banksiano auf. Die Neukombination zu Corymbia gummifera (Gaertn.) K.D.Hill & L.A.S.Johnson erfolgte 1995 unter dem Titel Systematic studies in the eucalypts. 7. A revision of the bloodwoods, genus Corymbia (Myrtaceae) in Telopea, Volume 6 (2–3), S. 233. Weitere Synonyme für Corymbia gummifera (Gaertn.) K.D.Hill & L.A.S.Johnson sind: Eucalyptus gummifera (Gaertn.) Hochr., Eucalyptus corymbosa Sm., Eucalyptus purpurascens var. petiolaris DC., Eucalyptus gummifera (Gaertn.) Hochr. var. gummifera, Eucalyptus corymbosa Sm. var. corymbosa, Eucalyptus corymbosus Cav. orth. var., Eucalyptus longifolia Link ex Maiden nom. inval., Eucalyptus oppositifolia Desf. nom. inval.